# (2175) Andrea Doria
(2175) Andrea Doria es un asteroide que forma parte del cinturón de asteroides y fue descubierto el 12 de octubre de 1977 por Paul Wild desde el Observatorio de Berna-Zimmerwald, Suiza.

## Designación y nombre
Andrea Doria fue designado inicialmente como 1977 TY.
Más tarde, en 1983, se nombró en honor del marino genovés Andrea Doria (1466-1560).

## Características orbitales
Andrea Doria orbita a una distancia media de 2,217 ua del Sol, pudiendo alejarse hasta 2,674 ua y acercarse hasta 1,759 ua. Tiene una inclinación orbital de 3,702 grados y una excentricidad de 0,2064. Emplea en completar una órbita alrededor del Sol 1205 días.

## Características físicas
La magnitud absoluta de Andrea Doria es 13,8 y el periodo de rotación de 4,88 horas.